# باغبانی

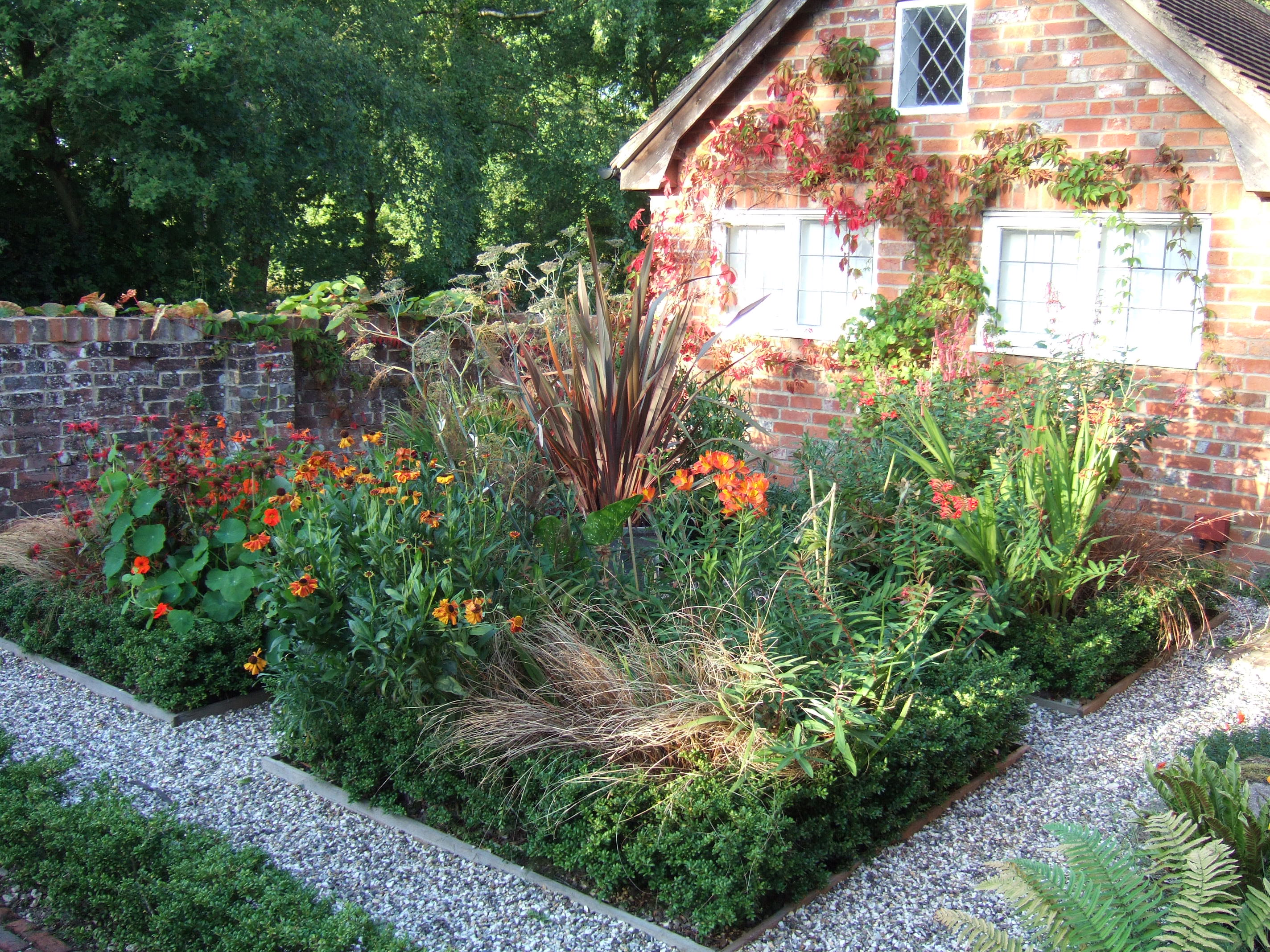
بخشی از یک باغچه گل‌کاری در یک باغ انگلیسی

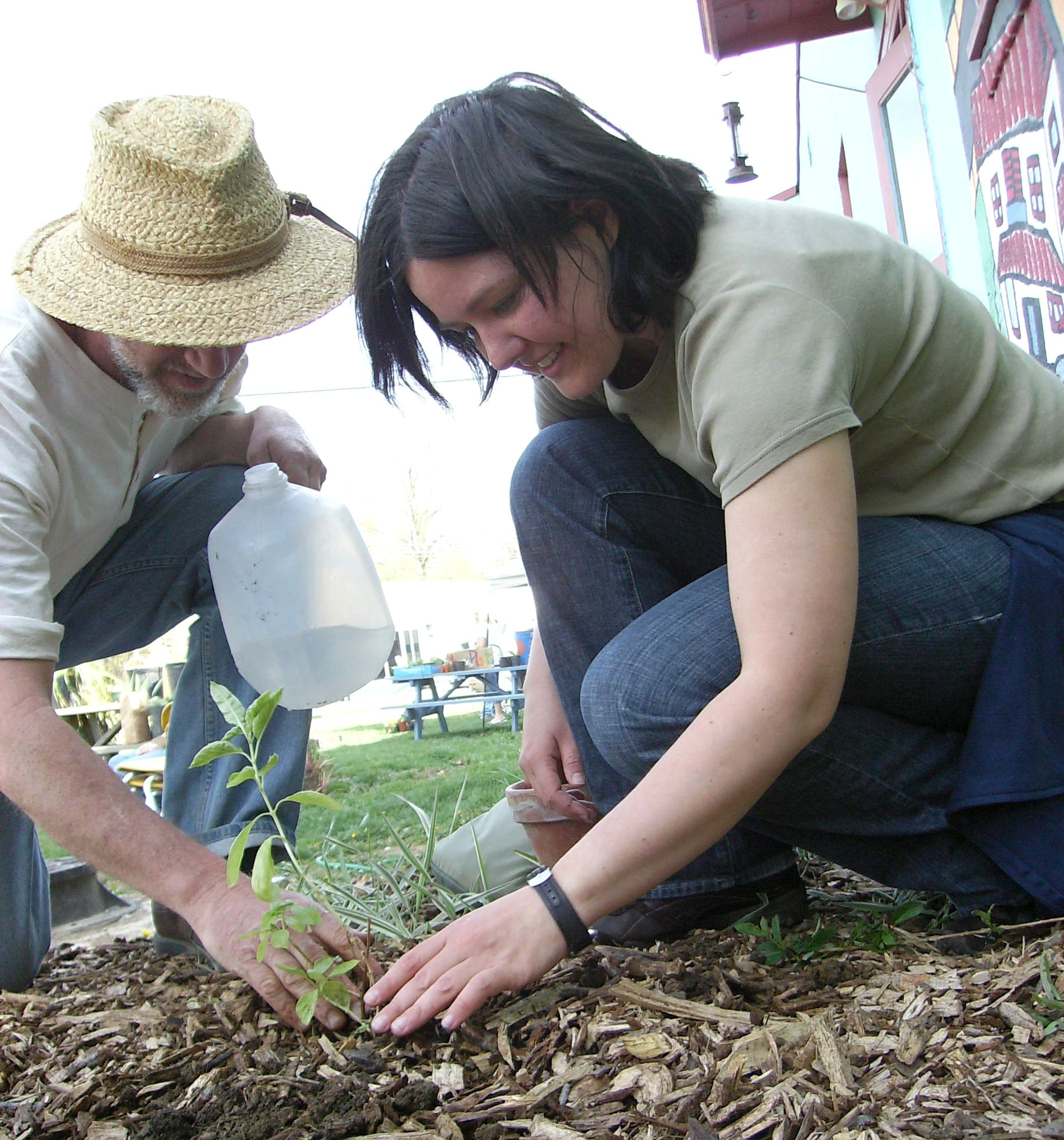
کاشت در یک باغ

باغبانی دانش و فن بررسی و پژوهش در میوه‌شناسی، سبزی‌شناسی، گل‌شناسی، فضای سبز پارک‌ها و بوستان‌ها و محیط زیست و همچنین استفاده از محصولات باغبانی در صنایع غذایی است.
باغبانی عبارت است از علم کاشت و پرورش گیاهان زینتی؛ گیاهان دارویی و درختان میوه و طراحی فضای سبز که شاخه‌ای از علوم باغبانی است و در کارشناسی ارشد باغبانی ارائه می‌گردد. با پیشرفت شهرنشینی توجه به کاشت گیاهان زینتی در شهرها هم به عنوان زیبایی آن ضروری به نظر می‌رسد.
باغبانی فعالیت، هنر یا پیشه رویاندن گیاهان است. باغبانی پیرامون خانه و مسکن افراد و در محلی به نام باغ یا باغچه صورت می‌گیرد. باغ‌ها بیشتر چسبیده یا در نزدیکی مناطق مسکونی جای دارد، یا در پیرامون شهرها و روستاها. باغچه‌ها نیز در حیاط خانه‌ها یا کنار خیابانها ساخته می‌شوند، ولی ممکن است گاه در بالای پشت بامها، پیش‌سراها، ایوانک‌ها، گلشنه‌ها (فلاورباکس‌ها) یا نورخانه‌ها (پاسیوها) هم ساخته شوند.

## وسایل باغبانی
به‌طور کلی وسایل باغبانی به صورت حرفه ای و آماتور موجود است. برای انجام باغبانی از دستکش، بیل، بیلچه، شن کش، آب پاش، قیچی هرس و فرقون استفاده می‌شود.

## هرس درخت
هرس درخت به معنای بریدن و برداشتن قسمت‌هایی از یک درخت میوه است. این کار به منظور باروری بهتر و حذف شاخه‌های مرده و بیمار انجام می‌شود. هرس درخت تکنیک‌های خاصی در باغبانی را در بر می‌گیرد.

## تفاوت باغبانی و زراعت
هر چند که باغبانی و زراعت بسیار شبیه هستند و از اصول یکسان پیروی می‌کنند؛ اما تفاوت‌هایی با یکدیگر دارند. معمولاً زراعت در سطح بزرگتری انجام می‌شود و هدف آن پرورش میوه و گیاهان برای فروش است. در واقع باغبانی یک سرگرمی و فعالیت شخصی محسوب می‌شود. اما زراعت یک شغل و حرفه برای کسب درآمد است.